# دانشگاه دولتی علوم پرورشی بهدان خملنیتسکی
دانشگاه دولتی علوم پرورشی بهدان خملنیتسکی (به لاتین: Bohdan Khmelnytsky Melitopol State Pedagogical University) یک دانشگاه در اوکراین است که در ملیتوپول واقع شده‌است.